# Pholidoscelis exsul
Pholidoscelis exsul is een hagedis uit de familie tejuhagedissen (Teiidae). De wetenschappelijke naam van dit taxon werd in 1862 als Ameiva plei var. exsul gepubliceerd door Edward Drinker Cope. De soort werd lange tijd in het geslacht Ameiva geplaatst. In 2016 maakten Goicoechea et al. daar een eind aan toen ze de soort op basis van fylogenetisch onderzoek naar het geslacht Pholidoscelis verhuisden.

## Verspreiding en habitat
De soort komt voor op verschillende eilanden van Puerto Rico, de Amerikaanse Maagdeneilanden en de Britse Maagdeneilanden. De hagedis is pas enige tijd geleden geïntroduceerd op het eiland Saint Croix, waar de soort voorheen niet voorkwam. Waarschijnlijk zijn de dieren meegekomen met een scheepslading.
De habitat bestaat uit droge omgevingen zoals stranden, bosranden en weilanden. Ook in door de mens aangepaste gebieden zijn een geschikte leefomgeving. Voorbeelden zijn parken, tuinen en stedelijke gebieden.
Door de internationale natuurbeschermingsorganisatie IUCN wordt de hagedis als 'veilig' beschouwd (Least Concern of LC).

## Levenswijze
Pholidoscelis exsul is een bodembewoner die overdag actief is. De soort is eierleggend. Op het menu staan niet alleen kleine dieren zoals insecten maar ook plantendelen worden gegeten. Bedreigingen in het natuurlijke leefgebied zijn voornamelijk door de mens geïntroduceerde dieren, zoals ratten en huisdieren zoals katten.

## Synoniemen
- Ameiva riisei Reinhardt & Lütken, 1862[4]
- Ameiva alboguttata Boulenger, 1896
  - = ondersoort Pholidoscelis exsul alboguttata
- Ameiva desechensis Heatwole & Torres, 1967
  - = ondersoort Pholidoscelis exsul desechensis

## Ondersoorten
| Naam                            | Auteur                  | Verspreidingsgebied                 |
| ------------------------------- | ----------------------- | ----------------------------------- |
| Pholidoscelis exsul alboguttata | Boulenger, 1896         | Mona                                |
| Pholidoscelis exsul desechensis | Heatwole & Torres, 1967 | Desecheo                            |
| Pholidoscelis exsul exsul       |                         | De rest van het verspreidingsgebied |